# آبشار کلاید
آبشار کلاید (به انگلیسی: Falls of Clyde) آبشاری است که در اسکاتلند واقع شده و ارتفاع کلی ریزشگاه آن ۶۲ متر است.